# Halpe homolea
Halpe homolea, thường được biết đến với tên the Indian/Ceylon Ace, là một loài bướm thuộc họ Hesperiidae.

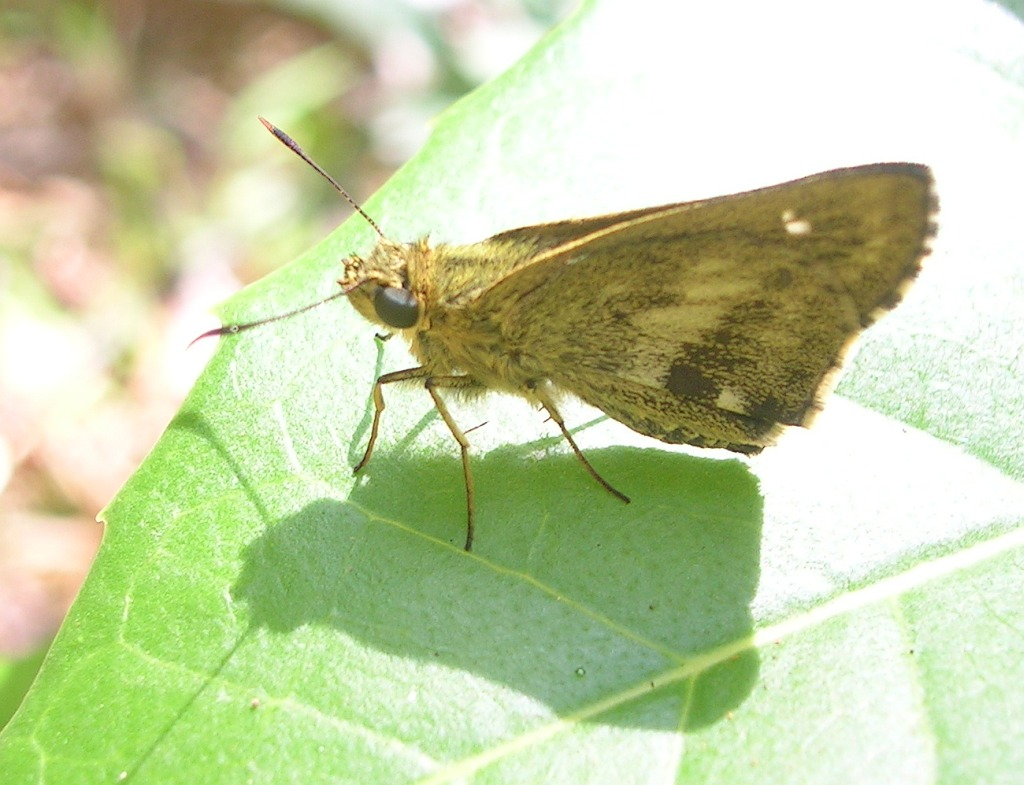
Indian Ace at Brahmagiri, Coorg

## Hình ảnh

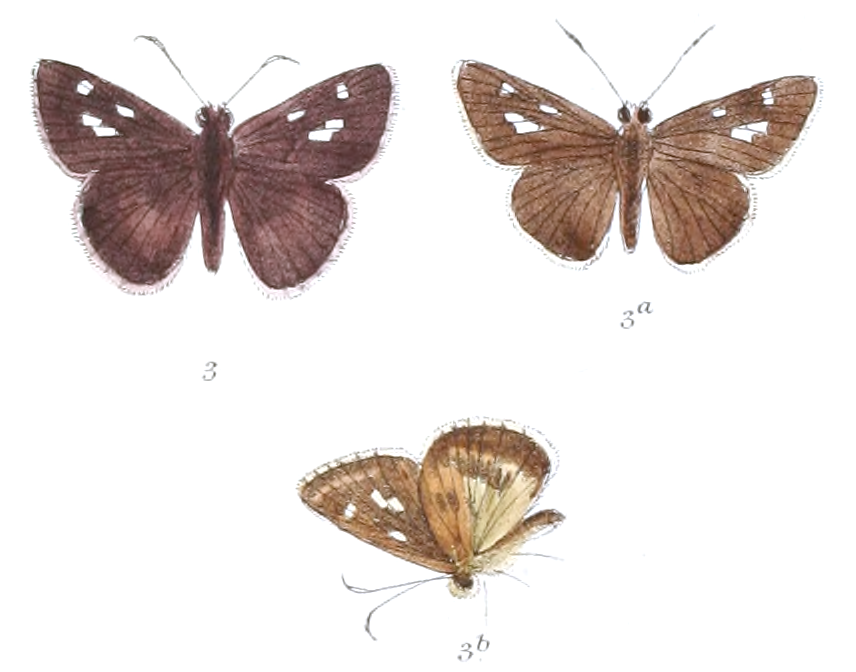
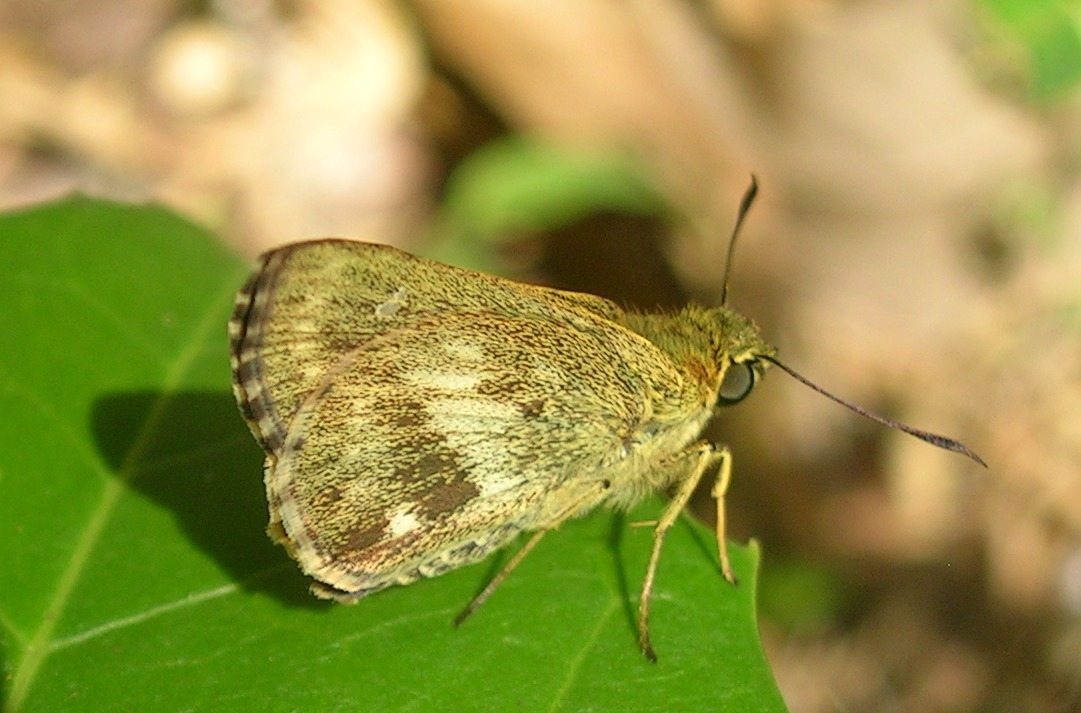